# Arroba (símbolo)

Arroba en el tipo de letra Arial.

El símbolo arroba, que se representa con el carácter @, es un componente fundamental de las direcciones de correo electrónico, donde aparece como señal o marca de separación entre el nombre de usuario y el nombre del dominio, utilizando el formato usuario@proveedor.
Se utiliza también en variadas aplicaciones informáticas, con distintas funciones, como por ejemplo, para denotar una cuenta de usuario (@usuario) en Twitter, Telegram, Instagram, Threads, YouTube, etc. Además se utiliza como símbolo de Internet por antonomasia, incluso como pictograma en la señalética, para indicar la ubicación de un cibercafé o de un lugar con acceso a la red. Dentro del código ASCII, se representa con el número 64.
El término «arroba» proviene del árabe الربع (ar-rubʿ), que significa ‘la cuarta parte’ y se utilizaba en España para representar la unidad de masa llamada también arroba. En inglés se lee at [æt] («a», «junto a» o «en»), de ahí su uso en informática.

## Origen e historia

### Símbolo
Existen diferentes teorías acerca de las primeras utilizaciones del símbolo arroba. El diario The Guardian publicó en 2000 que el profesor de historia de la ciencia de la Universidad La Sapienza, Giorgio Stabile, habría dado con la prueba del primer ejemplo escrito de la utilización de este símbolo y que representaría «un ánfora» (antigua medida de capacidad). En la zona del mediterráneo, se utilizaban en el siglo XVI unas vasijas de arcilla para el transporte y comercio de todo tipo de alimentos, sólidos (granos, cereales) y líquidos (vino, por ejemplo). La carta encontrada está firmada por Francesco Lapiun, un mercader italiano, quien la envió en el año 1536, desde Sevilla a Roma. En su carta, importante documento histórico que describe la carga de tres barcos que han llegado con mercancía desde América, Lapiun utiliza el símbolo arroba para referirse a "ánfora" y explica su equivalencia así:

...donde una @ de vino, que es 1/13 de un barril, vale 70 u 80 ducados.

El origen del símbolo «@» no está completamente claro, pero probablemente sea una ligadura, primero caligráfica y luego tipográfica, que representaba en la tradición paleográfica anglosajona a la preposición latina ad o, según otras fuentes, la conjunción at; en las diversas variedades de la escritura gótica cursiva castellana, y especialmente en la llamada escritura procesal representa al dígrafo an. 
El descubrimiento se habría hecho en el marco de la investigación para una entrada enciclopédica.
Otros historiadores marcan el inicio del uso del símbolo arroba en épocas más tempranas. Por ejemplo, el periodista español y especialista en historia medieval Jorge Romance lo ha encontrado en la Taula de Ariza (de 1448), en una entrada de trigo en el Reino de Aragón desde Castilla, lo que probaría su utilización ya a mediados del siglo XV. Según indica el autor, debido a que las fuentes primarias medievales son muy fragmentarias, resulta muy difícil relacionarlas adecuadamente para su interpretación. Por esto, de su hallazgo tampoco debería concluirse que se trata de «la primera aparición» del símbolo arroba, sino sencillamente de la aparición más temprana entre las que se han documentado hasta la fecha.
En cualquier caso, puede darse por probada la utilización del signo a partir de los siglos XV o XVI en distintos lugares: en Italia (Florencia), en España (Castilla, Sevilla, Aragón y Cataluña), así como también en Francia. 

### Usos tempranos
Como unidad de medida en España, sin que conste el inicio de la utilización del símbolo, está claro también que una arroba equivalía a la cuarta parte de un quintal, es decir:
- 30 libras (11,502 kg) en Castilla.
- 32 libras (10,4 kg) en Cataluña.
- 36 libras (12,5 kg) en Aragón.[2]

y se utilizó, sobre todo en documentos contables, como abreviatura de "a razón de".

### Incorporación del símbolo a máquinas de escribir y computadoras
Siguió siendo un oscuro carácter de teclado hasta 1971, cuando un programador estadounidense, Raymond Tomlinson, lo añadió a la dirección del primer mensaje de correo electrónico que se envió de un ordenador a otro.
Por aquel entonces, trabajaba para Bolt, Beranek & Newman, una empresa tecnológica que estaba desarrollando una red de comunicaciones para el Departamento de Defensa de Estados Unidos. El Sr. Tomlinson era responsable del servicio de mensajería. Escribía las direcciones en código informático, que había que traducir a una forma de palabras que los demás pudiéramos entender.
Independientemente del origen, lo cierto es que el símbolo @ apareció en 1885 en el teclado de la primera máquina de escribir estadounidense de amplia difusión (la manufacturada por Underwood Typewriter Company)  y luego en otras que se distribuyeron profusamente en los lugares más desarrollados del mundo a fines del en el siglo XIX. En el momento de la comercialización de las primeras máquinas, en inglés ya se utilizaba como reemplazo de la preposición at en construcciones como «100 psi @ 2000 rpm» (‘cien libras por pulgada cuadrada «a» 2000 revoluciones por minuto’) y, principalmente, también en documentos contables con el significado de «a razón de» (at the rate of).

## Desarrollo y utilización

### Matemática e ingeniería
Durante buena parte del comienzo y mitad del siglo XX, fue un símbolo usado en los libros de texto como representación del área, especialmente en libros de matemática e ingeniería.
En la literatura científica y técnica, sobre todo en inglés, "@" se utiliza para describir las condiciones en que los datos son válidos o una medición se ha realizado. Por ejemplo: la densidad del agua salada puede leer d= 1,050 g/cm3 @ 15 °C (léase "a" para "@"), la densidad de un gas d= 0,150 g/L @ 20 °C, 1 bar, o el ruido de un coche de 81 dB @ 80 km/h (velocidad).

### Informática

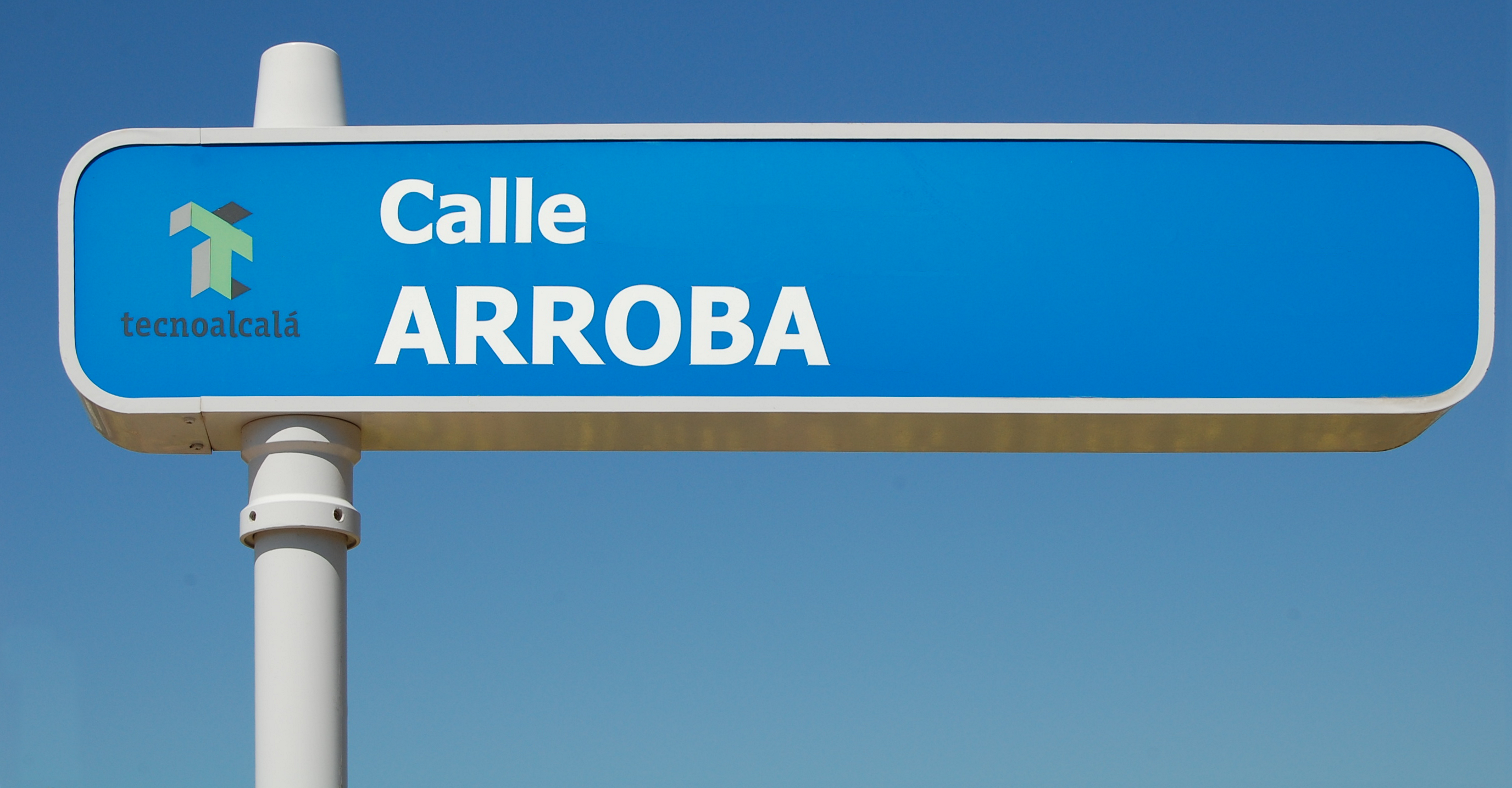
Cartel de la calle "Arroba", en el Parque Científico Tecnológico de la Universidad de Alcalá.

Actualmente la utilización más conocida es la de las direcciones de correo electrónico y otros servicios en línea que usan el formato usuario@dominio. También esta relación deriva de que, en inglés, el símbolo @ se lee at («a», «junto a» o «en») y por tanto indica que el usuario está hospedado «en» el servidor, en vez de ser un mensaje local.
En 1971, Ray Tomlinson, el programador informático estadounidense que implementó el primer sistema de correo electrónico, buscaba un símbolo para separar el nombre de la persona del lugar donde estaba. Debido a su uso comercial, algunas de las primeras máquinas de escribir, desarrolladas a partir de 1885 ya incluían este signo (es el caso de la Underwood, 1885 o la Lambert, 1902, ambas de fabricación estadounidense). El signo arroba estaba también en el teclado del teletipo ASR-33 (Model-33 de Teletype Corporation). Su idea era utilizar un símbolo que estuviese en todos los teclados pero que no apareciera en los nombres propios de las personas o empresas ni de los servidores. La @ estaba en los teclados pero no tenía utilidad alguna, por lo que no entraba en conflicto con nada estipulado anteriormente. Tomlinson se envió a sí mismo el primer mensaje de correo electrónico, a modo de prueba, desde su computadora PDP-10 a otra máquina que físicamente se encontraba inmediatamente al lado de la suya. Utilizó el símbolo de arroba, porque fue la manera que discurrió para diferenciar los mensajes locales de los remotos. De este modo, entre la identificación del usuario (remitente o destinatario) y el host servidor se necesitaba un signo que los separara. También Tomlinson eligió arroba porque ya se usaba en inglés con el significado de at, aunque más bien con la acepción de a o por (como en el caso de los precios: «10 unidades @ $1.95».
Esta fue la primera dirección electrónica de la historia tal como las conocemos ahora:

tomlinson@bbn-tenexa

El símbolo @ también es usado en muchos lenguajes de programación, aunque con diversas funciones:
- En ALGOL 68 el símbolo @ es una forma abreviada de la palabra clave at, cuya función es la de cambiar el límite inferior de una matriz. Por ejemplo, arrayx[@88] se refiere a una matriz que comienza en el índice 88.
- En ActionScript es usado en el análisis de XML como un prefijo de cadena de texto para identificar atributos en contraste a elementos hijos.
- En C# señala «cadenas literales» en las que no se usaron caracteres de escape y en las que dos comillas dobles seguidas representan una comilla doble.[8] Como prefijo también permite que se usen palabras clave como identificadores.[9]
- En Forth es una palabra que devuelve el contenido de la dirección de memoria que se encuentra en la parte superior de la pila de datos.

Otros usos en informática han sido:
- Indicar la posición de la pantalla en que se va a escribir (en algunos dialectos de BASIC, PRINT @línea,columna; en Clipper, @línea,columna SAY[10]).
- En Lotus 1-2-3, la arroba era el prefijo de las funciones matemáticas (por ejemplo, "@MOD" era el equivalente del "MOD" de Excel).[11]
- En DOS y en la consola de comandos de Windows, las instrucciones prefijadas con una arroba (típicamente, "@ECHO OFF") no se muestran en pantalla).[12]
- En bash, el carácter @ es tratado como un comodín que se expande de manera especial.
- En Twitter y en otras redes sociales, la arroba es el prefijo (en lugar del sufijo) del nombre de un usuario.

### Construcción y dibujo técnico
También se utiliza en la construcción y en algunos sistemas de diseño y dibujo técnico muy conocidos, como AutoCAD, donde denota coordenadas relativas (cartesianas o polares).

### Lenguaje no sexista
Desde finales del siglo XX, debido al auge del uso del lenguaje no sexista, se extendió la costumbre de hacer explícita la alusión a hombres y mujeres cuando se utilizan sustantivos o adjetivos que se refieren a personas en lugar de utilizar el masculino como género no marcado, como recomienda la Real Academia Española:

Los alumnos y las alumnas de esta clase ganaron el concurso de belleza.

Con el objetivo de economizar dicho uso del lenguaje, en un principio se extendió el uso del símbolo de la arroba (@) en español como recurso gráfico para integrar en una sola palabra las formas masculina y femenina del sustantivo, ya que este signo incluiría en su trazo las vocales a y o:

L@s alumn@s de esta clase ganaron el concurso de belleza.

El empleo de la arroba para integrar en una sola palabra las formas masculina y femenina del sustantivo se popularizó en contextos informales, pero también se hizo muy frecuente en publicaciones de organizaciones feministas (partidos políticos de izquierdas, movimientos asociativos, prensa joven) e incluso ha sido empleado en algunas campañas institucionales.[¿cuál?] Su extensión por parte de los partidos políticos está implicado también por querer tomar un aire de modernidad y de progresismo.
Posteriormente, a lo largo de las primeras décadas del siglo XXI, surgieron otras alternativas:
- La letra x o el asterisco, motivados para dejar patente que la sexualidad humana no incluye únicamente las opciones masculino y femenino, sino una gran variedad de opciones (véanse, por ejemplo, los artículos transexualidad y transgénero).[16]
- La letra e, para evitar el uso de símbolos no pronunciables.[17]

La Real Academia Española (RAE) no admite ninguna de estas opciones por varios motivos:
- En los sustantivos que designan seres animados, el masculino gramatical no se emplea solamente para referirse a los individuos de sexo masculino, sino que es el género no marcado utilizado para designar a todos los individuos de la especie, sin distinción de sexo. Tal uso del género gramatical masculino no denota intención discriminatoria alguna, sino la aplicación de la ley lingüística de la economía expresiva.[18][19] También, debido a ello, la RAE se opone a desdoblamientos como «los usuarios y las usuarias» y otras alternativas como «las personas usuarias» al considerar estas construcciones forzadas y artificiosas.[19][20]

- Únicamente se precisa del uso de los dos géneros cuando la oposición de sexos es un factor relevante en el contexto:

La proporción de alumnos y alumnas en las universidades se ha invertido en los últimos años.
Diccionario panhispánico de dudas

- Igualmente, este uso de «@» o de «x» da lugar a palabras imposibles de leer, puesto que la arroba no tiene una pronunciación más allá de su nombre y la «x» da lugar a combinaciones de letras antinaturales en español; además de que ambas opciones impiden la correcta lectura en lectores de pantalla para personas con discapacidad visual.[20]

## Forma de escribir el símbolo @ en el teclado
En el teclado de una computadora el símbolo no es totalmente accesible, debido principalmente a que cuando se diseñaron los teclados, este símbolo era muy poco usual (al contrario que en la actualidad, que es un símbolo sumamente usual).
La forma de obtener el símbolo depende de la configuración del idioma y del sistema operativo.

### Windows
| Idioma/dialecto del teclado | Combinación                    | Alternativa       |
| --------------------------- | ------------------------------ | ----------------- |
| Todos los idiomas           | Alt + 64 (del bloque numérico) |                   |
| Español en Hispanoamérica   | AltGr + Q                      | Control + Alt + Q |
| Español en España           | AltGr + 2                      | Control + Alt + 2 |
| Inglés en Estados Unidos    | Shift + 2                      |                   |
| Inglés en Reino Unido       | Shift + '                      |                   |
| Italiano                    | AltGr + Q                      | Control + Alt + Q |
| Francés                     | AltGr + à                      |                   |
| Alemán                      | AltGr + Q                      |                   |

### Ubuntu 12.04/14.04
| Idioma del teclado       | Combinación | Alternativa |
| ------------------------ | ----------- | ----------- |
| Español en Latinoamérica | Alt Gr + 2  | Alt Gr + Q  |
| Inglés                   | Shift + 2   |             |

### Mac
| Idioma del teclado | Combinación |
| ------------------ | ----------- |
| Español            | Alt + 2     |
| Inglés             | Alt + G     |
| Alemán             | Alt + L     |

## Unicode
Este símbolo se suele representar con los siguientes caracteres Unicode:
| Carácter      | @             | @             |
| ------------- | ------------- | ------------- |
| Unicode       | COMMERCIAL AT | COMMERCIAL AT |
| Codificación  | decimal       | hex           |
| Unicode       | 64            | U+0040        |
| UTF-8         | 64            | 40            |
| Ref. numérica | &#64;         | &#x40;        |